# Les Aventures de Buzz l'Éclair
 (août 2025).
Les Aventures de Buzz l'Éclair (Buzz Lightyear of Star Command) est une série télévisée d'animation américaine, composée d'un pilote de 70 minutes et de 65 épisodes de 25 minutes, produite par Walt Disney Television Animation, diffusée du 2 octobre au 29 novembre 2000 sur le réseau UPN et du 14 octobre 2000 au 13 janvier 2001 sur le réseau ABC.
En France, la série a été diffusée à partir de 2001 sur M6 dans Disney Kid, puis rediffusé sur TF1 dans Club Disney en 2003 et sur Toon Disney en 2002 et sur Disney Cinemagic en 2007.

## Synopsis
Meilleur agent de Star Command, Buzz l'Éclair doit avec son équipe affronter les ennemis du bien, dont l'infâme empereur Zurg.

## Épisodes

### Première saison (2000-2001)
La saison 1 débute par un triple épisode où l'équipe de Buzz l'Éclair est présentée. Il est aussi intitulé Buzz l'Éclair le film le Début des Aventures.
1. La Nouvelle Équipe [Partie 1] (The Adventure Begins Part 1)
2. La Nouvelle Équipe [Partie 2] (The Adventure Begins Part 2)
3. La Nouvelle Équipe [Partie 3] (The Adventure  Begins Part 3)
4. L'Armada de Torque (The Torque Armada)
5. Le Baiser de Buzz (Gravitina)
6. La Guerre des robots (XL)
7. Liés par le secret (Little Secrets)
8. La Visite de l'ambassadeur (Inside Job)
9. Le Maître de l'espace (NOS-4-A2)
10. Le Transdélocalisateur (The Planet Destroyer)
11. Karn, réserve naturelle (The Beasts of Karn)
12. Les Implants (Tag Team)
13. Ce n'est pas du jeu (The Main Event)
14. Le Retour de XL (The Return of XL)
15. Une étrange invasion (Strange Invasion)
16. Prison modèle (The Talking of PC-7)
17. Le Lavage de cerveau (Mindwarp)
18. Le Mariage de Mira (Mira's Wedding)
19. Panique sur Bagnos (Panic on Bathyos)
20. Le Chasseur de primes (Shiv Katall)
21. Des vacances forcées (Stress Test)
22. Zoo galactique (A Zoo Out There)
23. Mauvaise Graine (Root of Evil)
24. Que la force soit avec toi ! (Supernova)
25. XR a la grosse tête (Downloaded)
26. Le Monstre de plasma (The Plasma Monster)
27. Booga Booga (The Crawling Flesh)
28. La Cuisine nature (Dirty Work)
29. La Vengeance de NOS 4A2 (The Slayer)
30. La Guerre des doubles (The Lightyear Factor)
31. Les Clones (Cone Rangers)
32. La Fièvre des Fragumoles (Bunzel Fever)
33. Régression (Devolutionaries)
34. XR contre XL (Head Case)
35. Le Yukari (The Yukari Imprint)
36. Zurg mène la danse (The Shape Stealer)
37. Liberté pour 57 (Star Crossed)
38. Planète hantée (Haunted Moon)
39. Invasion planète Rozwell (Stranger Invasion)
40. Au cœur de l'orage (Eye of The Tempest)
41. Le Loup-Garou de l'espace (Wirewolf)
42. Le Loup solitaire (Lone Wolf)
43. La Planète perdue (Planet of The Lost)
44. La Revanche des Raenoks (Revenge of The Raenoks)
45. La Vengeance de Mira (The Starthought)
46. L'Insecte millénaire (Millennial Bugs)
47. Conspiration (Conspiracy)
48. À l'aise sur une micro-planète (At Large on a Small Planet)
49. Tremblement de soleil (Sunquake)
50. Premières Missions (First Missions)
51. Attention au requin ! (Large Target)
52. Battons-nous pour la paix ! (War and Peace and War)

### Seconde saison (2001-2002)
1. Un saut dans le millénaire (Lost in Time)
2. Le Sommet secret (Rookie of the Year)
3. La Revanche des monstres (Revenge of The Monsters)
4. Mission de sauvetage (Rescue Mission)
5. Zurg fait le ménage (Star Smasher)
6. L'Ennemi sans visage (Enemy Without a Face)
7. Sacré vieux Buzz (Good Ol' Buzz)
8. La Planète Karn (Return to Karn)
9. Soleil en danger (Speed Trap)
10. Le Père Noel contre-attaque (Holiday Time)
11. Une forte tête (Opposites Attract)
12. La Momie de l'espace (Ancient Evil)
13. L'Attaque des Valkyries (42)

## Distribution

### Voix originales
- Patrick Warburton : Buzz l'Éclair, les petits hommes verts
- Nicole Sullivan : la princesse Mira Nova
- Stephen Furst : Booster
- Larry Miller puis Neil Flynn : XR
- Adam Carolla : le commandant Nébula
- Wayne Knight : l'infâme Empereur Zurg
- Diedrich Bader : Warp Noir Dessein
- Brad Garrett : Torque
- Bobcat Goldthwait : XL
- Joy Behar : 42
- Steve Hytner : Ty Parsec, Wirewolf
- Phil LaMarr : Rocket Crocket
- Nikki Cox : Petra Hammerhold
- Michael Showalter : Plasma Boy
- Craig Ferguson : NOS-4-A2
- Kerri Kenney-Silver : Gravitina
- Frank Welker : Grubs
- Russi Taylor : Becky
- Roz Ryan : la Présidente
- Jon Favreau : Crumford Lorak
- John O'Hurley : le roi Nova
- Earl Boen : le Père Noël

### Voix françaises
- Richard Darbois : Buzz l'Éclair
- Laura Blanc : la princesse Mira Nova
- Éric Missoffe : Booster
- Éric Legrand : XR
- Marc Moro : le commandant Nébula
- Michel Mella : l'infâme Empereur Zurg
- Hervé Bellon : XL
- Patrick Guillemin : Crumford Lorak
- Guy Chapellier : le roi Nova
- Serge Faliu : Warp Noir Dessein
- Christian Pélissier : Torque
- Barbara Tissier : Bonnie
- Marie-Christine Robert : Crimina
- Yves-Marie Maurin : Vartkes
- Zaïra Benbadis : Maline

Source : RS Doublage

## Personnages

### La patrouille de l'Éclair
La patrouille de Buzz l'Éclair, qui est formée pendant les trois premiers épisodes de la série, est composée de quatre éléments :
- Buzz l'Éclair est reconnu comme le meilleur agent de Star Command. Droit, sérieux, juste et courageux,  il est cependant d'une vanité souvent insupportable pour son équipe qui lui cause parfois quelques soucis. Il ressort très souvent les mêmes phrases, dont « le bien triomphe toujours » et « le mal ne gagne jamais ». Son cri de guerre, qu'il aime à répéter, est « Vers l'infini et au-delà ».

- Mira Nova : Meilleure recrue de sa promotion, Mira Nova a été imposée par le commandant Nébula comme partenaire de Buzz. Ambitieuse, elle souhaite prouver qu'elle est capable d'être le meilleur ranger de la galaxie. Ce souhait est d'autant plus fort que son père, roi de la planète Tangea, n'accepte pas que sa fille se mélange aux êtres de race « inférieure » ne disposant pas des pouvoirs psychiques tangéens. Elle déteste par ailleurs que Buzz l'appelle « princesse ». Elle possède les pouvoirs propres à ceux de sa race : elle est capable de se fantômiser à travers la matière. Cependant, si elle se fantômise trop longtemps, elle risque d'être coincée. Son pouvoir lui permet aussi de lire dans les pensées en plongeant littéralement sa main fantômisée dans le cerveau d'une personne et d'influencer les esprits.

- Booster : Booster Sinclair Masticeur de ce nom complet, il ressemble à un gros dinosaure rouge sans queue avec des oreilles pointues. Il est honnête et très émotif, ce qui en fait un des personnages les plus attachants de la série. Issu d'une famille de paysans, il a d'abord été agent d'entretien avant d'accéder plus ou moins accidentellement à son rêve de toujours, devenir ranger de l'espace. Très fort et volumineux, il se gave souvent de nourriture et a la particularité de s'attacher à toutes les petites bestioles et plantes qu'il rencontre, ce qui provoque à plusieurs reprises des catastrophes.

- XR : est un petit robot ranger de l'espace expérimental (eXperimental Robot) créé par les petits hommes verts sans l'accord de leur hiérarchie car ils avaient glissé la demande d'autorisation au milieu de la pile de formulaire de demande de congés sur le bureau du commandant Nebula, que ce dernier a signé sans s'en apercevoir. Il se présente d'abord comme un robot sérieux et sans réelle personnalité qui imite Buzz dans ses moindres gestes, il accompagne Buzz lors de sa mission sur la planète des petits hommes verts et est détruit par l'agent Z au cours de la mission. Il sera reconstruit mais en l'absence de leur coordination ordinaire les petits hommes verts ne lui rendront pas sa personnalité d'origine. Depuis, XR a un comportement très humain. Il est régulièrement cynique, dragueur, cupide et parfois même amoral. Pour autant, il reste loyal et dévoué à la cause des rangers. Il est régulièrement mis en pièce lors des missions de la patrouille l'Eclair, mais est très facilement remontable, par les petits hommes verts, ses compagnons, et même parfois lui-même.

### Quelques autres gentils
- La présidente de l'alliance galactique (et/ou du sénat galactique) n'apparaît que pour donner des récompenses aux héros ou parce que l'épisode tourne autour de la protection d'un événement auquel elle participe.

- Commandant Nébula est le chef incontesté des rangers de l'espace. Il déteste remplir les tâches administratives (comme tous les personnages de la série), et est constamment poursuivi par son bureau volant. Il regrette souvent de ne plus aller en mission où il a perdu une jambe alors qu'il était encore ranger. il est à noter que son cette infirmité n'est qu'une apparence trompeuse car sa jambe perdue a été remplacée par une "jambe de bois" qui dissimule un redoutable canon laser.

- Le docteur Ozma Furbana est une naturaliste experte qui a demandé à étudier les animaux de la planète Karn. Elle déteste la violence et le machisme de Buzz l'Éclair, qui lui-même ne supporte pas sa manie de vouloir à tout prix protéger les animaux les plus dangereux. Pourtant, les deux personnages sont épris l'un de l'autres, ce qui amène souvent à des situations comiques où leur relation oscille entre l'idylle naissante et la dispute de vieux couple.

- Les petits hommes verts sont des inventeurs géniaux et des techniciens hors pair qui permettent à Star Command de fonctionner. Toutes les armes offensives et défensives proviennent de leur laboratoire, ainsi que tout ce qui permet de faire fonctionner la base, des véhicules au compacteur d'ordures ménagères. Ils ont tous une antenne sur la tête qui les relie à l'unisprit, qui est en quelque sorte leur grand cerveau commun, ils sont reliés mais pas unifiés puisqu'ils gardent tous une personnalité individuelle. Ils ressentent tous les émotions de chacun, en réconforter un seul suffit à tous les calmer sauf si l'un d'eux est capturé par Zurg, ils font tout pour le libérer sans considérer les risques. L'unisprit est plus une base de données qu'un cerveau, il permet de stocker du savoir-faire entre autres et couper ce lien les rend incapable de s'organiser voir de raisonner logiquement.

- Le docteur Animus est le psychanalyste de Star Command, et son rôle est de vérifier que les rangers ont une bonne santé mentale. Dans chaque épisode où il apparaît, son travail cause plus de problèmes qu'il n'en résout, et on peut imaginer que les auteurs n'ont pas une grande sympathie pour les psy en général.

- Ty Parsec : Ranger de l'espace muté dans une zone isolée de la galaxie, il ne supporte pas Buzz l'éclair car celui-ci passe son temps à se vanter de lui avoir sauvé la vie une cinquantaine de fois (ironie du sort, Buzz ne se rend pas compte qu'il agace Ty en racontant qu'il lui a sauvé la vie). Ty se retrouve dans une situation embarrassante lorsqu'il est mordu par NOS-4-A2 le robot-vampire volant de l'espace et à cause des radiations de Canis Lunis, se transforme en loup-garou cybernétique.

### Quelquesméchants
- L'infâme empereur Zurg est un empereur du mal tellement cliché qu'il en devient très régulièrement ridicule et parodique. Il est l'ennemi juré de Buzz l'Éclair, mais lui ressemble pourtant beaucoup. Vaniteux et capricieux, il ne respecte absolument pas son personnel, bien que parfois il tente d'appliquer quelques méthodes de management positives. Il aime aussi répéter quelques phrases, dont un « sois maudit Buzz l'Éclair » qui ponctue plusieurs épisodes. Il possède toute une planète, la Planète Z qui lui sert de base, ainsi qu'une vaste armée composée de robots baptisé les Frelons. Zurg a pour ambition de prendre le contrôle de la galaxie, mais étant depuis longtemps entravé par l'Éclair et les autres rangers de Star Command, il a fait de leur élimination une priorité. Bien que ses nombreux échecs renforcent ces derniers. En effet, il est capable d'inventer des plans incroyablement farfelus pour arriver à ses fins, tel que transmuter tous les légumes de la galaxie pour que les enfants ("futurs rangers") ne deviennent pas grand et fort. Cependant, ses stratégies  finissent souvent par se retourner contre lui ou donner le moyen à l'équipe l'Eclair de riposter.

- Warp noir dessein aussi connu comme l'Agent Z était un ancien ami et coéquipier de Buzz à l'école des rangers, mais a vite jugé que la vie de méchant était bien plus lucrative que celle de gentil. C'est l'homme de main de Zurg. Mais sa paresse naturelle le pousse à se faire porter malade dès que le moindre travail se présente. Il simule sa mort dans le premier épisode de la série, mais n'en ressort pas indemne car il y perd un bras remplacé par une prothèse dotée notamment d'un lance-flamme.

- Torque est à l'origine un délinquant et trafiquant d'armes arrêté à plusieurs reprises par Buzz, pour lequel il a une haine féroce. Zurg l'a fait évader et lui a greffé un système de clonage instantané qui lui permet de se démultiplier lorsqu'il est en difficulté.

- Gravitina est la maîtresse des Masses, de la gravité et de toutes les attractions. Elle a d'immenses pouvoirs psychiques qui lui permettent de manipuler la gravité. Elle accepte de détruire Star Command en échange d'une somme colossale. Heureusement, elle a un grand point faible qui sauvera la galaxie : elle est amoureuse de Buzz l'Éclair. Gravitina tente de forcer Buzz à avoir une liaison avec elle en le soumettant à un rayon qui fit grossir la tête de notre héros. Buzz retrouvera son apparence normale grâce à sa patrouille qui découvrit comment inverser les effets du rayon. Par la suite, elle s'associe avec le cruel Buzz l'Éclair (voir plus bas) qui profite d'elle pour exécuter son plan diabolique. Malheureusement, elle se rend compte que même ce Buzz-là (qui est pourtant dans le même camp qu'elle) n'a aucun sentiment pour elle quand il n'hésite pas à l'abandonner pour s'échapper. Elle est ensuite arrêtée et emprisonnée. 
  - apparence physique: peau bleue, une tête énorme qui lui donne des complexes.

- XL est la première version de robot ranger expérimental créé par les petits hommes verts. Véritable danger pour tous, le commandant ordonna qu'il soit désactivé. Ce fut Zurg qui le rendit de nouveau opérationnel. Il se constitua alors un nouveau corps à partir de pièces détachées volées à Star Command. Jaloux de XR, il déteste l'ensemble des rangers de l'espace et le commandant Nebula qu'il voit comme un père.

- NOS-4-A2 est un robot vampire qui puise sa force en aspirant l'énergie d'autres machines par sa simple morsure. Créé dans les laboratoires de l'infâme empereur Zurg, il était destiné à vaincre Star command de l'intérieur. Il est introduit secrètement dans la base à bord une boîte et finit par se faire vaincre par XR. NOS-4-A2 est très arrogant, au moins autant que son concepteur, mais il n'en fait qu'à sa tête. Il passe son temps à chercher de nouvelles sources d'énergie pour ne pas dépérir, et peut "hypnotiser" les robots. Petite blague : en anglais, son nom se lit nos-for-a-two, ce qui ressemble à "Nosferatu" (terme désignant un vampire)...

Tout comme XR et XL, il considère celui qui signé le projet de conception comme son père, donc Zurg, mais il ne le mets en avant qu'au moment où il envahit la planète Z pour lui succéder.
- Klerm est un méchant gamin capricieux qui ressemble énormément à Bill Gates. Son entreprise de haute technologie, Compu Klerm, l'a rendu riche, et, lorsqu'il ne veut pas profiter de sa fortune pour envahir le monde, son seul souhait est de trouver un moyen d'occuper sa morne vie.

- le méchant Buzz : Il vient d'un monde parallèle dans lequel Buzz l'Éclair est un tyran qui domine toutes les galaxies et Zurg un serveur dans un fast-food. Il apparaît dans la série après une expérience tentée par l'empereur Zurg qui crée accidentellement une brèche dans une dimension alternative. Voulant rencontrer un autre lui-même, Zurg y pénètre. Là, à sa plus grande surprise, il rencontre le cruel Buzz l'Éclair qui est le maître suprême de son univers. Ce dernier est attiré dans l'autre univers par l'envie d'avoir un opposant à sa mesure, car dans son univers, nul n'est jamais arrivé à lui tenir tête. Le Bon Buzz se présente à lui comme un défi à relever. Il est doté d'une chance incroyable car chaque fois que l'on croit qu'il a disparu, il finit par revenir (Voici un exemple : dans La guerre des clones, le cuirassé de Zurg explose avec lui à l'intérieur, mais il s'en tire accroché à une tôle).
  - apparence physique : il est la copie parfaite de Buzz l'éclair. Leur principale différence est que ce Buzz-là porte une barbe.

- Le Voleur d'aspect: Cet être a été créé par les vermines du laboratoire de Zurg sous le nom de projet X. Il peut contrôler n'importe qui en projetant sur lui sa cape. Il reçoit pour mission d'éliminer définitivement Buzz L'éclair. Ce dernier finit même par être contrôlé et programme la destruction de Star Command. Tout semblait perdu mais Mira l'expédie dans l'espace. On ignore ce qu'il est devenu, mais il est toujours là.

- La Patrouille Z: ce sont les clones diaboliques de Mira, Buzz et Booster. Ils sont créés par Zurg afin de remplacer leur modèles et ainsi d'infiltrer et détruire Star Command, mais malheureusement ils sont hors de son contrôle car les premiers clones sont des enfants qui ne tardent pas à se mettre à leur compte. Malgré leur arrestation par les Rangers, ils parviennent à s'échapper du vaisseau 42. Une deuxième fournée de clones est créée dans le même épisode, mais ils sont laissés plus longtemps en incubation pour en sortir adulte, et ce sont des vieillards qui sortent de leurs incubateurs.

- Les Vermines: Ce sont des petits êtres humanoïdes avec des têtes d'apparence insectoïde et une peau bleue, occupant le même rôle que les petits hommes verts de Star Command au service de Zurg. Contrairement à leurs homologues de Star Command, ils sont souvent maltraités par leur employeur qui n'hésite pas à les brutaliser.

- Les Cervopodes: Comme leur nom l'indique, ce ne sont pas des êtres complets mais simplement des cerveaux, ou du moins des êtres ayant l'apparence d'un cerveau humain. Ils travaillent de concert avec les Vermines, et semblent occuper des positions plus élevées car ils s'occupent rarement de taches manuelles et se font obéir des frelons. Même s'ils semblent pouvoir vivre à l'air libre, ils sont le plus souvent placés dans un petit container greffé sur un scaphandre mécanique doté de deux bras en tube et de trois roues pour se mouvoir, les cerveaux n'ont pas de nom mais sont identifiés par un numéro, différent pour chacun d'entre eux, inscrit dans le dos de leur scaphandre. Bien que semblant plus haut dans la hiérarchie que les Vermines, ils ne sont pourtant pas à l'abri des mouvements d'humeur de leur employeur. Il leur est promis une "prime spéciale" pour les dédommager de perdre leur corps, mais Zurg semble tarder à la donner. Le processus d'échange de corps n'est mentionné qu'une fois, quand Zurg parle de "mise en conserve", ses avantages ne sont jamais démontrés donc il pourrait s'agir d'un simple caprice de Zurg ou d'un souci de différencier ses équipes (labo, maintenance,...).

- Les Frelons: Les Frelons forment l'intégralité de l'armée de Zurg, ce sont des robots de formes diverses dont les modèles humanoïdes ont la particularité d'avoir leurs armes greffées au niveau des mains. Quatre modèles sont connus: le modèle de base, vu dès le premier épisode de la série, est un robot jaune et noir assez maigre doté de trois canons lasers à l'emplacement de ces trois doigts, un modèle lance-flamme ensuite, rouge et dotés d'ailes insectoïdes il est plus long et plus fin que le modèle de base, un autre modèle sert de troupe de choc, c'est un modèle plus massif que les deux autres et qui contrairement à eux ne peut pas voler et se déplace sur des chenilles plutôt que sur des jambes, il a le même modèle de canon que le modèle de base mais en plus imposant, enfin un dernier modèle existe, une sorte de robot arachnoïde n'ayant pour ressemblant avec les autres que la forme de sa tête, caractéristiques. Les Frelons forment l'intégralité de l'armée de Zurg, servant dans chacune de ces actions et affrontant fréquemment les Rangers Galactiques.

- Shiv Katall: Shiv Katall était un chasseur de primes et un tueur à gages, principalement employé par Zurg pour éliminer ces subordonnés tentant de quitter son service, notamment des Cerveaux et des Vermines. Il apparaît dans l'épisode 20 de la première saison où la patrouille de l'Éclair est chargée de protéger un Cerveau cherchant a quitter le service de Zurg, mais durant la majorité de la mission Buzz est absent et laisse le soin de la compléter à ses coéquipiers. On apprend plus tard dans l'épisode que Shiv Katall n'est autre que Buzz lui-même, l'identité du chasseur de primes étant une couverture utilisée depuis des années par Buzz pour permettre l'exfiltration des employés rebelles de Zurg tout en faisant croire à leur mort. Dans le même épisode le commandant Nébula, après que Buzz a été démasqué, reprend temporairement le rôle mais est démasqué à son tour, éventant la supercherie aux yeux de Zurg. Plus tard dans la série, le costume de Shiv Katall sera repris par le méchant Buzz, qui fait alors planer le doute sur le fait que Buzz aurait repris cette fausse identité pour commettre des crimes car il se comporte comme le faisait le vrai Buzz lorsqu'il jouait le rôle du chasseur de primes.

Un nouveau chasseur de primes se présentera à Zurg plus tard revêtant la même armure, il s'agira de Romac, un plébéien très familier avec Mira.

## Principales planètes

### Faisant partie de l'alliance galactique
- La planète bleue, c'est-à-dire la Terre, est le lieu où siège le sénat galactique, apparemment la seule assemblée de l'alliance, dans laquelle on peut noter l'absence d'humains.

- Planète Rizome est une planète où les armes et la technologie sont bannies. C'est un havre de paix où la végétation vit en harmonie avec les quelques habitants et surtout les patients qui y viennent en cure

- Planète Gargantia est une planète peuplée d'habitants de très petite taille qui adhère à l'alliance galactique dans l'un des premiers épisodes. Cependant, certains Gargantiens s'opposent à cette alliance et tentent à plusieurs reprises des attentats « pour l'honneur de Gargantia ».

- Planète Banyos est une planète entièrement couverte par des océans et où donc la vie est uniquement sous-marine. Cette planète a une importance stratégique parce qu'on y extrait le minerai crystalique, utilisé dans le processus de crysto-fusion qui est une source d'énergie essentielle. Cette exploitation de ressource n'est pas perçue d'un bon œil par ses habitants d'autant plus qu'ils sont xénophobes des humains "les respireurs d'air" mais ils ne peuvent pas non plus nier la menace de l'empereur Zurg et doivent l'accepter, du moins tant qu'ils ne sont pas capable de construire leurs propres vaisseaux spatiaux.

- Planète Business est la planète de tous les commerces, des plus légaux aux plus criminels, où l'on peut tout trouver, surtout des escrocs. On ignore si elle est recouverte d'une méga-ville ou de plusieurs villes, en tout cas, sa structure verticale et labyrinthique complique la surveillance policière au plus haut point.

- Star Command est une station spatiale située dans la galaxie de l'espace à côté de la planète Terre, elle fait partie de la Patrouille Gamma du secteur 4, une Membre de l'unité d'élite de Protection Universelle des Rangers de l'Espace.

### Hors alliance galactique
- Tangea est une planète indépendante par choix de son roi, le père de Mira, qui refuse d'être mélangé avec des êtres qu'il considère comme inférieurs. En effet, les Tangéens ont la particularité d'avoir des pouvoirs psychiques impressionnants, dont celui de se fantômiser (c'est-à-dire passer à travers la matière, ce qui explique l'absence de portes sur la planète) et de lire dans les esprits. La planète compte une autre espèce "intelligente", les Plébéiens, qui ont la particularité de lancer des décharges d'énergies psychiques et d'annuler les pouvoirs de fantômisation des Tangéens à proximité.

- La planète Roswell est inconnue de l'alliance galactique, et réciproquement ses habitants ignorent l'existence d'une vie extra-rozwellienne. Si bien que le jour où le vaisseau de la patrouille de l'Éclair s'écrasera en plein désert, l'armée fera tout pour étouffer l'affaire... Les habitants de Rozwzell sont de petits êtres humanoïdes avec une grosse tête, ressemblant à ceux décrits dans l'incident de Roswell mais vivant dans une société qui ressemble aux états-unis de la fin des années 1940.

À la suite de l'incident, Star Command fait placer un écran spatial autour de Roswell et limite ses patrouilles en signe de respect envers ses êtres trop méfiant des extra-terrestres, Zurg y voit une occasion pour l'envahir et construire une base avancée contre Star Command. Il prévoit notamment de la renommer "planète à l'est de Z".
- La Planète Z est la planète de l'infâme empereur Zurg, autour de laquelle gravitent quelques lunes également contrôlées par lui. Elle est recouverte de divers bâtiments industriels, et depuis l'espace, un Z énorme est visible sur sa surface.

## Commentaires

### Origines
Buzz l'éclair est un personnage apparu dans Toy Story, le premier long métrage d'animation en images de synthèse des studios d'animation Pixar (co-produit avec Disney) dans le rôle d'une figurine dérivée du dessin animé Les Aventures de Buzz l'Éclair (Buzz Lightyear of Star Command). Certains personnages du long métrage apparaissent dans la série, dont Zurg (qui reste l'ennemi de Buzz l'Éclair) et les petits hommes verts du distributeur de jouets de Pizza-Planet (qui gagnent dans la série un statut de génies).
Les trois premiers épisodes de la série ont d'abord été présentés comme un téléfilm, Buzz l'Éclair: l'aventure commence, et ont été suivis de 62 épisodes, tous réalisés en 2000.
La série est produite par Disney, Pixar a seulement réalisé le générique de début, la musique est de Adam Berry et la version française est l'œuvre de la société Audiophase. L'animation des épisodes a été confié à plusieurs sociétés, dont Toon City, Tama Production, Sunwoo Animation, Sun Min, Jade Animation, Hana Animation et Sae Hahn.
Bien qu'ayant l'apparence d'un dessin animé pour enfant, les épisodes portent souvent des références culturelles que seuls des adultes et adolescents peuvent apprécier. Ainsi, les problèmes du management et du marketing sont plusieurs fois évoqués avec beaucoup d'humour, et on retrouve dans certains épisodes des parodies de grands classiques de la culture américaine (les événements supposés de Roswell servent par exemple de scénario à un épisode).
Les métaphores plus ou moins grossières sur notre époque sont aussi nombreuses ; le thème du racisme est assez fréquemment évoqué, sans pour autant que soient données des leçons de morale. L'absence presque totale de morale est d'ailleurs souvent remarquable, même parmi les personnages du camp des gentils qui sont volontiers tricheurs et paresseux. Et bien que la confrontation entre le bien et le mal soit le thème de nombreux épisodes, les avantages (notamment lucratifs) du mal ne manquent pas d'être présentés.
Parfois les dialogues contiennent quelques calembours savoureux, difficilement traduits dans la version francophone.